# トム・ライト (俳優)
トム・ライト（Tom Wright、1952年11月29日 - ）は、アメリカ合衆国の俳優。

## 出演作品
- 大統領とバカ息子
- メンタリスト シーズン5
- Ben & Kate
- ＧＲＩＭＭ／グリム シーズン1
- リゾーリ＆アイルズ2
- サウスランド シーズン2
- DARK BLUE／潜入捜査 シーズン2
- しあわせの処方箋 シーズン2
- NIP/TUCK　ハリウッド整形外科医 シーズン6
- モダン・ファミリー シーズン1
- ｃｒａｓｈ　クラッシュ シーズン2
- ＮＵＭＢ３ＲＳ　ナンバーズ　～天才数学者の事件ファイル シーズン5
- ゴースト　～天国からのささやき シーズン4
- ｃｒａｓｈ　クラッシュ シーズン1
- 女捜査官グレイス　～天使の保護観察中 シーズン2
- Dr.HOUSE　―ドクター・ハウス― シーズン4
- ＬＩＶＥ！ ライブ
- ダーティ・セクシー・マネー シーズン1
- 女検察官アナベス・チェイス シーズン2
- ＳＨＡＲＫ　～カリスマ敏腕検察官 シーズン1
- 交渉人　～Ｓｔａｎｄｏｆｆ
- ＣＳＩ：７　科学捜査班
- ２４　TWENTY FOUR シーズンV
- ストライキング・レンジ
- ワールド・トレード・センター
- Ｔｈｅ ＯＣ シーズン3
- ＮＣＩＳ　～ネイビー犯罪捜査班 シーズン3
- 犯罪捜査官ネイビーファイル シーズン10
- コールドケース2
- バーバーショップ2グッド!
- ブロンドジャンクション
- ルール5
- フル・ブラスター
- サンシャイン・ステイト
- バーバーショップ
- ＣＳＩ：2 科学捜査班
- ＥＲ VIII　緊急救命室 第8シーズン
- 宇宙少女ゼノン
- グランド・ゼロ　感染源
- 氷の情事　Layover
- ラストデイズ
- ファミリー・ハート　愛のかけら
- ＬＡ大捜査線／マーシャル・ロー
- ペンタゴン・ウォーズ
- パルメット
- シカゴホープ 第4シーズン
- ザ・ネットワーク
- ホワイトハウスの陰謀
- NYPD BLUE　～ニューヨーク市警15分署 シーズン4
- ザ・プライバシー
- 元大統領危機一発／プレジデント・クライシス
- グリッドロック
- NYPD BLUE　～ニューヨーク市警15分署 シーズン3
- ジャンクション
- 彼と彼女の第2章
- リーサル・コップ2
- メン・オブ・ウォー
- 真・悪魔の棲む家
- バーニーズ2
- ミッドナイト25時／殺しの訪問者
- 希望の街
- 死の標的
- 運命の逆転
- ストリート・ハンター／狼が眠る街
- ベトナム・ウォー・ストーリー／最後の黙示録
- メイトワン-1920
- ブラザー・フロム・アナザー・プラネット
- アンダーグラウンドＵ.Ｓ.Ａ.